# 리차드 도슨

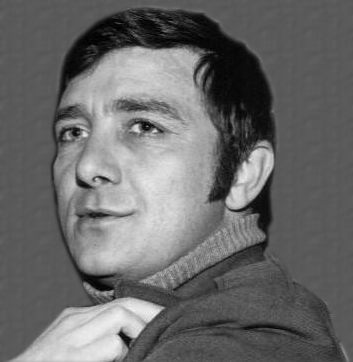

콜린 라이오넬 엠(Colin Lionel Emm, 1932년 11월 20일 ~ 2012년 6월 2일) 또는 리차드 도슨(Richard Dawson)은 미국의 텔레비전 배우, 영화배우, 배우, TV 사회자, 희극 배우이다. 1976~1985년과 1994~1995년 두 차례에 걸쳐 '패밀리 퓨드'의 진행을 맡은 것으로 가장 잘 알려져 있다.

## 어린 시절
콜린 라이오넬 엠은 1932년 11월 20일 영국 햄프셔 주 고스포트에서 태어났다. 그가 태어났을 당시, 그의 아버지 아서 엠은 이삿짐 밴 운전사였고, 어머니 조세핀 린제이는 군수품 공장 지원 전문가였다. 엠에게는 존 레슬리라는 형이 있었는데, 제2차 세계 대전 당시 영국의 남쪽 주요 항구 도시에서 폭격이 발생하여 엠은 집에서 대피했다. 전쟁이 끝난 후, 엠은 겨우 2년 동안만 학교에 다니며 제한적인 교육을 받았다.
14세에 엠은 집을 떠나 영국 상선에 입대했다. 당시 엠은 권투에서 두각을 나타내며 선상 경기에서 5,000파운드를 벌었다. 1950년과 1951년 사이에 엠은 모리타니아호를 타고 사우스햄튼에서 나소, 바하마, 하바나, 뉴욕시 등의 기항지까지 여러 차례 항해를 했다. 해군에서 전역한 후 엠은 코미디언으로 활동하며 리처드 도슨이라는 예명을 사용했다.
고스포트에서 태어났으며 로스앤젤레스에서 사망하였다. 사인은 암이다.

## 방송
- 호간의 영웅들

## 영화
- 낙서 (2004년)
- 러닝맨 (1987년)
- 코만도 전략 (1968년)
- 호간의 영웅들 (1965년)
- 지상 최대의 작전 (1962년)